# Тигър
Вижте пояснителната страница за други значения на Тигър.
Тигърът (Panthera tigris) е най-едрият хищник от семейство Коткови и третият най-едър хищник на земята след полярната мечка и кодиакската кафява мечка (подвид на кафявата мечка). Тигрите имат характерна оранжева козина на черни ивици. Съществува обаче и подвид на бенгалския тигър, който е бял на черни ивици.

## Разпространение
Тигрите са били разпространени в цяла Азия – от Турция на запад до източното крайбрежие на Русия. През последните 100 години са изгубили 93% от територията си. Днес оставащите 6 подвида са обявени за застрашени. На свобода има между 3062 и 3948 индивида, като в началото на ХХ век са били около 100 000. Повечето популации са изолирани една от друга. Тигрите обитават по-малко от 1 184 911 km², което е спад от 41% спрямо 1990 г.
Тигърът е националното животно на Бангладеш, Сингапур, Индия, Малайзия и Южна Корея.

## Начин на живот и хранене
Храни се предимно с едри тревопасни бозайници, елени, биволи, крокодили, мечки, вълци, лосове, диви свине, но напада и убива хора.
Макар и много редки, има известни случаи и на убити възрастни носорози от тигър. През размножителния период тигрите стават изключително агресивни и нерядко мъжките тигри изразяват перчене пред женските, като безмилостно нападат всичко на пътя си, дори и слонове. Тези зрелищни битки продължават с часове, понякога тигърът се бори с животното цяла нощ, докато не го убие. Такъв е случаят в Национален парк „Дудхва“ в Индия, където след часове на борба тигър убива 35-годишен носорог. Възрастен носорог е убит от тигър и в Национален парк Assam's Kaziranga в Индия, където всяка година отделно има убити и по 15 – 20 млади носорози от тигри.
В Национален парк Silent Valley има случаи на два убити слона от тигри. Описани са мечки. Знаейки силата си, двата хищника гледат да се избягват. В Сибир има няколко случая на убити мечки от тигри, дори от тигрици. През май месец 1951 г. до река Татибе е открита убита възрастна мечка от тигрица. При друг описан случай тежък около 200 kg тигър нападнал над 2 пъти по-тежка кафява мечка и след дълга борба накрая тигърът убил мечката.
В книгата от 1882 г. „13 години сред дивите зверове на Индия“ авторът Г. П. Сандерсън пише за случаи, в които тигри дебнат възрастни мечки и с едно хвърляне върху тях и силно захапване за врата ги повалят и убиват. В книгата „Манджурският тигър“ на Н. А. Байков се твърди, че не е никакъв проблем тигър да нападне и убие възрастна кафява мечка, като по-малките черни мечки дори се катерят по дърветата и така бягат от хватката на тигрите. Известни са и още 8 нападения над възрастни мечки от тигър на име Дейл, който при всяко едно от нападенията си убивал мечката. Все пак има и изключително редки случаи, при които двата хищника си споделят убитата храна. Както тигриците позволяват на мечка да се доближи и да яде от плячката им, така и мечките позволяват, макар също много рядко, на тигър да яде заедно с тях от плячката им. Но е доказано, че никога мечки не приближават мъжки тигри, надявайки се те да споделят убитата храна с тях.
Тигърът е териториално животно и рядко напуска местообитанието си. Проявява се също така и като голям самотник и не понася компания на себеподобни. Нетипична за котките е любовта му към водата, като при това демонстрира и завидни умения на плувец. На свобода живее около 15 години, но в зоологическите градини не са редки случаите на 20 – 25-годишни тигри.
Разпространен е в Югоизточна Азия, на полуостров Индустан, в залесени места, край водоеми.

## Допълнителни сведения
Вписан е в Червения списък на световнозастрашените видове.
Южнокитайският тигър е по-малък от бенгалския. Има по-къси и по-широки резки. Мъжкият индивид е с дължина от 2,3 до 2,6 m и тежи 130 до 180 kg. Женските са с дължина на тялото от 2,2 до 2,4 m и тежат от 100 до 110 kg. Храни се с едър рогат добитък, елени и диви прасета. Малко се знае за размножителния му цикъл. Среща се в централен и източен Китай, смята се че южнокитайският тигър е прародител на всички останали тигри. Този вид тигър е изложен на голяма опасност, има на свобода около 30 – 40 индивида, още толкова има в зоопаркове. Преди 40 години е имало 4000 тигри, но те са безпощадно избивани заради традиционната китайска медицина. Живее 10 – 15 години.
Суматранския тигър е най-малкият от всички, което улеснява придвижването му в плътната тропическа джунгла. На външен вид са по-тъмни, резките са широки и плътно разредени, предните му крака за разлика от сибирския тигър са раирани. Зад главата имат по-дълга козина, която образува нещо като нашийник. Дължината на мъжките индивиди варира от 2,2 до 2,5 m и тежат от 100 до 140 kg, женските са с дължина на тялото от 2,15 до 2,30 m, тежат 75 – 110 kg. Храни се с див едър добитък, глигани, елени. Бременността трае около 100 дни, женската ражда от 1 до 5 малки на всеки 2 – 3 години, те са сляпородени. След 6-ия месец се учат да ловуват, а 7 – 8 месеца по-късно са готови да станат самостоятелни. Среща се само на остров Суматра, в гъстата джунгла. Диапазонът на действие на суматранския тигър не е известен, въпреки това плътността на тигрите е приета да е 4 – 5 възрастни на 100 km². Застрашен вид, на свобода има около 400 – 500 тигри и още около 200 в зоопаркове по света, живее около 15 години. Причина за това е развитието на селското стопанство на острова и изсичането на горите. На остров Суматра има 5 национални парка където живеят тези 400 – 500 индивида. Докато ловуват могат да развият скорост 55 km/h.

## Подвидове
От 10 подвида тигри, които са съществували в началото на XX век, до днес са оцелели едва 6 подвида. За 2 от останалите подвидове се твърди, че все още има оцелели екземпляри. За яванския тигър периодично се появява информация, че в гъстите гори на остров Ява очевидци са се сблъскали с няколко индивида от явански тигри, но не са представени надеждни доказателства. Учените изказват съмнение, че тези съобщения може да са неправилни. Южнокитайският тигър пък е изчезнал напълно в дивата природа и вече са останали само екземпляри в зоологически градини в Китай и ЮАР. За каспийският тигър се посочва, че е изчезнал през 70-те години на XX век. Има очевидци, които твърдят, че са видели каспийски тигри през 1997 и 1998 г., но няма сигурни доказателства.
Съвременни:
- Бенгалски тигър (Panthera tigris tigris) – застрашен
  - Бенгалски или индийски тигър (Panthera tigris bengalensis) – светлооранжев бенгалски тигър, с тъмнокафяви или черни ивици
  - Бял бенгалски или индийски тигър (Panthera tigris tigris albinus) – бял бенгалски тигър, с черни ивици
- Индокитайски тигър (Panthera tigris corbetti) – застрашен
- Малайски тигър (Panthera tigris jacksoni) – критично застрашен
- Сибирски тигър (Panthera tigris altaica) – критично застрашен
  - Азиатски руски тигър (Panthera tigris longipilis) – основната популация на сибирския тигър, в Азиатската част на Русия
  - Корейският тигър (Panthera tigris coreensis) – макар и изчезнал, той все още поражда спорове дали просто не става въпрос за по-дребни представители на сибирския тигър, известен ни повече като усурийски или амурски тигър. Но вече нямаме шанс да разберем това
  - Алтайски тигър (Panthera tigris altaicus) – популация на сибирския тигър в Алтай
  - Азиатски руски тигър (Panthera tigris longipilis) – основната популация на сибирския тигър, в Азиатската част на Русия
  - Амурски тигър (Panthera tigris amurensis) – популация на сибирския тигър в Азиатската част на Русия, Далечния Изток, Забайкалски край, Амурска област, по поречието на река Амур
  - Манджурски или севернокитайски тигър (Panthera tigris mandshurica) – популация на сибирския тигър в Манджурия и Северен Китай
  - Усурийски тигър (Panthera tigris mikadoi) – популация на сибирския тигър в Усурийския район. Усурийският залив е на изток, близо до Япония
  - Далекоизточен или хабаровски, усурски тигър (Panthera tigris mikado) – популация на сибирския тигър в Далечния Изток и Хабаровски край
  - Монголски тигър (Panthera tigris mongolica) – популация на сибирския тигър в Монголия
- Суматрански тигър (Panthera tigris sumatrae) – критично застрашен
- Явански тигър (Panthera tigris sondaica) – вероятно изчезнал, макар да се смята, че все още има популация

Изчезнали:
- Балийски тигър (Panthera tigris balica) – изчезнал в началото на XX век
- Каспийски тигър (Panthera tigris virgata) – подвид на сибирския тигър; изчезнал в ареала си, но има планове популацията да се възстанови
  - Хиркански или персийски тигър (Panthera tigris virgatus) – познат също като бактрийски тигър. Изчезнал подвид. Основната популация на каспийския тигър
  - Балхашки тигър (Panthera tigris trabata) – изчезнал подвид. Вероятно е бил популация на каспийския тигър в Казахстан
  - Северен или азерски тигър (Panthera tigris septentrionalis) – познат също като кавказки тигър. Tigris septentrionalis е научното наименование, предложено от Константин Сатунин през 1904 г. за череп и обработени кожи от тигри, убити в Ланкаранската низина, Азербайджан, през 1860-те.
- Южнокитайски тигър (Panthera tigris amoyensis) – изчезнал в дивата природа (2009 – 2010 г.)
- Таримски или китайскотуркестански тигър (Panthera tigris lecoqi) – известен още като лобнорски тигър. Той е много сходен с туранския (каспийския) тигър, но е признат за безспорно изчезнал отделен подвид.